# Eurotrip
Pour plus de détails, voir Fiche technique et Distribution.
Eurotrip (aussi connu sous Sex Trip en France) est un film américain réalisé par Jeff Schaffer, sorti en 2004.

## Synopsis
Depuis des années, Scotty Thomas et son correspondant berlinois Mieke s'envoient des courriels, échangeant jusqu'aux moindres détails de leur existence. Un jour, lorsqu'il reçoit un nouveau message de Mieke, Scotty prend peur, croyant que le garçon le poursuit de ses ardeurs. Mais il ignore toutefois un détail de poids : en Allemagne, Mieke est un prénom féminin. Avant que Scotty n'ait découvert que Mieke est une femme, sa correspondante a rompu tous les ponts avec lui.
Ne voulant pas laisser échapper cette chance de connaître le grand amour, même s'il n'a jamais rencontré la jeune fille, Scotty embarque pour Berlin en compagnie de ses meilleurs amis : Cooper et les jumeaux Jenny et Jamie, qu'il rejoint à Paris. Leur tour d'Europe, qui les mènera à Londres, à Paris, à Amsterdam, à Rome et à Bratislava, leur fera découvrir toutes les douceurs luxurieuses du vieux continent.

## Fiche technique
Sauf indication contraire, les informations mentionnées dans cette section peuvent être confirmées par les bases de données cinématographiques IMDb et Allociné,  présentes dans la section « Liens externes ».
- Titre original : Eurotrip
- Titre français : Eurotrip / Sex Trip
- Réalisation : Jeff Schaffer
- Scénario : Alec Berg (en), David Mandel (en) et Jeff Schaffer
- Musique : James L. Venable
- Direction artistique : David Baxa, Jindrich Kocí et Nenad Pecur
- Décors : Allan Starski
- Costumes : Julia Caston et Vanessa Vogel
- Photographie : David Eggby
- Son : John Benson, James Bolt, David Hankins, Tim McColm, Erin Michael Rettig, Reinhard Stergar, Elliot Tyson
- Montage : Roger Bondelli
- Production : Alec Berg, Daniel Goldberg (en), David Mandel, Jackie Marcus Schaffer et Jeff Schaffer (non crédité)
  - Production déléguée : Joe Medjuck, Tom Pollock et Ivan Reitman
  - Production associée : David Minkowski et Matthew Stillman
  - Coproduction : Tom Karnowski
- Sociétés de production : Blue Sea Productions et The Montecito Picture Company, présenté par Dreamworks Pictures
- Société de distribution : DreamWorks Distribution (États-Unis)
- Budget : 25 millions USD[1],[2]
- Pays de production :  États-Unis
- Langues originales : anglais, français, allemand, italien, japonais
- Format : couleur (Technicolor) — 35 mm — 1,85:1 — son DTS / Dolby Digital / SDDS
- Genre : Comédie
- Durée : 92 minutes (version non censurée)
- Dates de sortie[3] :
  - États-Unis, Québec : 20 février 2004[4]
  - Belgique : 14 juillet 2004[5]
  - France : 7 septembre 2004 (sortie directement en DVD)[6]
- Classification[7] :
  - États-Unis : les enfants de moins de 17 ans doivent être accompagnés d'un adulte (R – Restricted)[N 1]
  - France : tous publics
  - Belgique : tous publics (Alle Leeftijden)[5]
  - Québec : 13 ans et plus (13+ / 13 years and over)[4]

## Distribution
Source VF : Voxofilm
- Scott Mechlowicz (VF : Jean-François Cros) : Scott Thomas
- Jacob Pitts (VF : Adrien Antoine) : Cooper Harris
- Kristin Kreuk (VF : Sylvie Jacob) : Fiona
- Cathy Meils (VF : Marion Game) : Mme Thomas
- Nial Iskhakov (VF : Kelyan Blanc) : Bert
- Michelle Trachtenberg (VF : Marie-Eugénie Maréchal) : Jenny
- Travis Wester (VF : Maël Davan-Soulas) : Jamie
- Matt Damon (VF : Damien Boisseau) : Donny
- Jessica Boehrs (VF : Agathe Schumacher) : Mieke
- J. Adams : le guitariste du groupe de Donny
- Christopher Baird : le chanteur du groupe de Donny
- Nicholas J.M. Cloutman : le bassiste du groupe de Donny
- Bruce Fulford : le batteur du groupe de Donny
- Molly Schade : Candy
- Jakki Degg (en) : Missy
- Lenka Vomocilova : Sissy
- Vinnie Jones (VF : Thierry Mercier) : Mad Maynard
- Lucy Lawless (VF : Martine Meiraghe) : Madame Van Der Sexx
- Rade Šerbedžija (VF : Vincent Grass) : Tibor

## Production

### Attribution des rôles
- Vinnie Jones, que l'on peut voir dans le film en tant que meneur d'un groupe de hooligans supportant Manchester United, était un célèbre joueur de football britannique des années 1980-1990, avant qu'il ne se retire en 1999. Durant sa carrière, il a joué pour plusieurs clubs de premier division anglaise mais jamais pour Manchester United.

### Tournage
- Le tournage s'est déroulé du 5 mai 2003 à juillet 2003[9].
- Les scènes à Paris, à Amsterdam ou à Rome ont été tournées à Prague[9].

### Bande originale
- Lustra (en) - Scotty Doesn't Know
- Chapeaumelon - My Generation
- Cauterize - Shooting Stars
- Wakefield (en) - Wild One
- Ugly Duckling - Turn It Up
- Jet - Are You Gonna Be My Girl
- The Jam - In the City
- Sheena Easton - Morning Train (Nine to Five)
- The Business - England 5, Germany 1
- Chapeaumelon - Nonchalant
- Maurice Chevalier - Prosper (Yop La Boum!)
- Frankie Goes to Hollywood - Two Tribes
- Plastic Bertrand - Ça Plane Pour Moi
- Apollo 440 - Make My Dreams Come True
- Donna Summer - Hot Stuff
- The Business - Guiness Boys
- David Hasselhoff - Du
- Autour de Lucie - Les Promesses
- Basement Jaxx - Tonight
- Bloodhound Gang - The Bad Touch
- Normahl (en) - Keine Uberdosis Deutschland
- Linval Thompson - I Love Marijuana
- Red Army Choir - The Sacred War
- Kirk Burrell, Rick James et Alonzo Miller - U Can't Touch This
- Jeff Cardoni, Igor Khramov et Marina Plichko - Scotty Doesn't Know (Euro Version)
- Overseer et DJ Kool (en) - Horndog
- The Salads - Get Loose
- Goldfinger - 99 LuftBallons
- The Chemical Brothers - Let Forever Be
- Whiskeytown (en) - Don't Be Sad
- The Roof is on Fire, composé par Jerry Bloodrock, Selite Evans, Charles Pettiford et Gregory Wigfall

## Nominations
- MTV Movie & TV Awards 2004 : meilleur caméo pour Matt Damon
- Teen Choice Awards 2004 : meilleur film que vos parents ne voulaient pas que vous voyiez

## Éditions en vidéo
En France, le film Sex Trip est sorti en DVD le 7 septembre 2004. Par la suite, le film est ressorti en DVD le 1er août 2006 et en VOD le 1er juin 2022.